# Signes i símptomes
Els signes i símptomes són els signes observats o detectables i els símptomes experimentats d'una malaltia, lesió o afecció.
Els signes són objectius i observables externament; els símptomes són experiències subjectives informades d'una persona. Un signe, per exemple, pot ser una temperatura més alta o més baixa del normal, una pressió arterial elevada o baixa o una anormalitat que es mostra en una exploració mèdica. Un símptoma és una cosa no habitual que experimenta una persona, com ara sentir febre, mal de cap o altres dolors al cos.